# 석모도
석모도(席毛島)는 강화도 외포항에서 서쪽으로 1.2 km 떨어져 있는 섬으로, 행정구역상 인천광역시 강화군 삼산면에 속한다. 서울에서는 섬 관광지로 유명하고, 영화 《시월애》와 《취화선》의 촬영 장소였다. 석모대교가 개통되어 강화도를 거쳐 차량으로 갈 수 있다.

## 역사
조선 시대에는 석모로도(席毛老島), 석우도(席隅島)라고도 했다. 조선 숙종 때에 간척사업으로 북쪽의 송가도(松家島), 남쪽의 매음도(煤音島)와 합쳐졌고, 일제강점기에는 남서쪽의 어유정도(魚遊井島)와 합쳐졌다.

## 기본 정보
- 면적 : 42.841 km2
- 해안선 길이 : 41.8 km
- 주요 농산물 : 쌀, 보리, 콩, 감자 등
- 주요 해산물 : 병어, 새우류, 꽃게, 숭어 등[1]
- 주요 관광명소 : 보문사, 어유정항, 민머루해수욕장, 장곳항, 칠면초 군락지 등
- 주요 산 : 해명산(309 m), 낙가산(267 m), 상봉산(316 m)

## 같이 보기
- 강화도
- 교동도
- 매음도
- 어유정도
- 송가도
- 어유정항
- 장곳항